# Michael van der Aa
Michael van der Aa (Oss, 10 marzo 1970) è un compositore olandese.

## Biografia
Michel van der Aa ha intrapreso gli studi come tecnico del suono presso il Koninklijk Conservatorium Den Haag a L'Aia. Ha studiato poi composizione con Diderik Wagenaar, Gilius van Bergeijk e Louis Andriessen.
La sua musica è stata eseguita a livello internazionale da ensemble e orchestre quali Freiburger Barockorchester, Ensemble Modern, Orchestra reale del Concertgebouw, Melbourne Symphony Orchestra, Mozarteumorchester Salzburg di Salisburgo, SWR Baden-Baden Orchestra, Netherlands Radio Philharmonic, Norrköping Symphony Orchestra e Avanti Ensemble di Helsinki.
Dalla sua produzione lirica spiccano tre lavori: One (2002), After life (2006) e The Book of Disquiet (2008) che hanno ricevuto l'acclamazione internazionale di critica e pubblico. L'innovazione di queste opere è l'uso di immagini di film e colonne sonore campione come elementi essenziali della partitura, intrecciando film e musica in un collage di voci trasparenti.
Ha diretto la produzione televisiva di One per l'emittente olandese NPS. Un suo cortometraggio, Passage (2004), è stato proiettato in diversi festival internazionali ed è stato anch'esso trasmesso nella televisione nazionale olandese. 

## Premi e onorificenze
Durante la sua carriera, Van der Aa, ha vinto e ricevuto svariati premi tra cui:
- International Gaudeamus Composers Award nel 1999
- Premio Matthijs Vermeulen per One nel 2004
- Premio Ernst von Siemens per giovani compositori nel 2005
- Premio Charlotte Köhler nel 2005 (per il suo lavoro alla regia di carattere interdisciplinare per One)
- Premio Paul Hindemith nel 2006[3]
- Grawemeyer Award dell'Università di Louisville nel 2013
- Premio musicale Mauricio Kagel nel 2013.